# Hamilton Jukes
Hamilton Dawson Jukes (Winnipeg, 28 maggio 1895 – San Diego, 8 gennaio 1951) è stato un hockeista su ghiaccio britannico.

## Palmarès

### Olimpiadi invernali
- Bronzo a Chamonix-Mont-Blanc 1924 nell'hockey su ghiaccio.